# Linda Schuyler

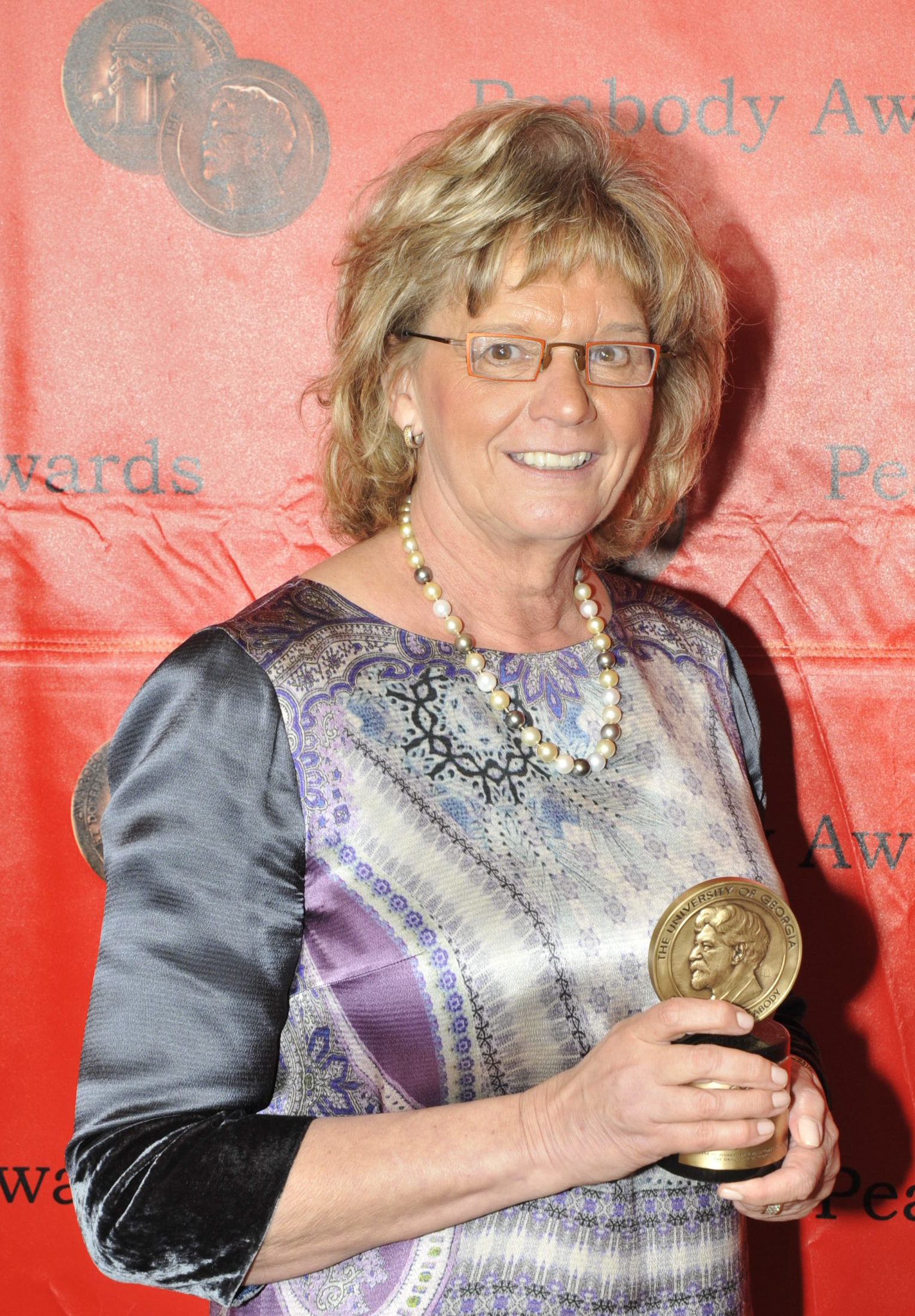
Linda Schuyler vid Peabody Awards år 2011.

Linda Schuyler, född Bawcutt 1948 i London, är en brittisk-kanadensisk manusförfattare, TV-producent och före detta lärare. Hon är främst känd för att vara skapare av Degrassi: The Next Generation och Vi på vår gata (skapades med Kit Hood år 1979) med maken Stephen Stohn. Paret har en gemensam son.